# Тарп, Твайла
Твайла Тарп (англ. Twyla Tharp; род. 1 июля 1941 года) — американская танцовщица и хореограф, живущая и работающая в Нью-Йорке. Обладательница премий «Тони» (2003) и «Эмми» (последней - дважды), Национальной медали США в области искусств (2004).
Член Американского философского общества (2015) и Американской академии искусств и наук, почётный член Американской академии искусств и литературы. Макартуровский стипендиат, другие отличия.

## Ранние годы
Родилась на ферме в Портленде (штат Индиана). Получила имя в честь Твайлы Торнбург, королевы 89-й Ежегодной мансийской ярмарки.
В детстве каждый год несколько месяцев проводила у дедушки с бабушкой, принадлежавших к квакерам, на их ферме в том же штате. По настоянию своей матери она начала брать уроки танцев разных жанров, включая балет и современный танец, учиться игре на музыкальных инструментах: фортепиано, ударных, скрипке, альте — а также осваивать стенографию, немецкий и французский языки.
В 1950 году семья Тарп (Твайла и её младшая сестра Тванетта, братья-близнецы Стенли и Стенфорд, мать Лесиль и отец Уильям) переехала в Райэлто (штат Калифорния). Родители открыли автокинотеатр на главной дороге города, входящей в шоссе 66, в котором Тарп стала им помогать с восьми лет.
Твайла Тарп посещала школу в  Сан-Бернардино, штат Калифорния, и училась танцам в школе Веры Линн. Она полностью погрузилась в занятия и мало уделяла времени для общения со сверстниками. Тарп поступила в Помона-колледж в Клермонте, но затем перешла в Барнард-колледж в Нью-Йорке,  где получила степень бакалавра по истории искусства в 1963 году. В Нью-Йорке она училась вместе с Ричардом Томасом, Мартой Грэм и Мерсом Каннингемом. В 1963 году Тарп поступила в труппу Пола Тейлора.

## Танцы и балеты
В 1965 году Тарп поставила свой первый танец — Tank Dive.  В 1966 году она создала собственную труппу Twyla Tharp Dance. Для своих танцев Тарп часто использовала классическую музыку, джаз и современную поп-музыку. С 1971 по 1988 годы труппа Твайлы Тарп гастролировала по всему миру, представляя свои танцы.
В 1973 году Тарп поставила для Балета Джоффри балет Deuce Coupe на музыку The Beach Boys. Он считается первым балетом-кроссовером. В 1976 году Тарп выступила хореографом балета Push Comes to Shove, в котором танцевал Михаил Барышников. Балет признаётся одним из лучших балетов-кроссоверов.
В 1988 году труппа Твайлы Тарп влилась в состав Американского театра балета. С этого момента театр 16 раз представлял премьерные постановки Тарп. В 2010 году театр имел в репертуаре 20 постановок Тарп. Кроме того, Твайла Тарп сотрудничала в качестве хореографа с такими коллективами, как балет Парижской национальной оперы, Королевский балет, Нью-Йорк Сити балет, Бостонский балет, Балет Джоффри, Тихоокеанский северо-западный балет, Майами Сити балет, Хаббард-стрит-дэнс Чикаго и балетная труппа Марты Грэм. Тарп также поставила танцевальное шоу Cutting Up (1991) с участием Михаила Барышникова, которое было показано в 28 города в течение двух месяцев.
Летом 2000 года Twyla Tharp Dance была полностью переформирована. С новым составом Тарп отправилась на очередные мировые гастроли. С новой труппой Тарп подготовила программу, впоследствии вошедшую в бродвейский мюзикл Movin' Out, завоевавший премию «Тони» за лучшую хореографию. В мюзикле использовались песни Билли Джоэла.
В 2012 году Твайла Тарп представила публике балет «Принцесса и гоблин» (англ. The Princess and the Goblin), основанный на сюжете Джорджа Макдональда. Для Тарп он стал первой постановкой для детей. В его создании приняли участие Балет Атланты и Королевский балет Виннипега, которые показали балет на своих сценах.
Твайла Тарп стала первым приглашённым хореографом в Тихоокеанском северо-западном балете, где поставила балет Waiting At The Station на музыку Ритм-н-блюз-исполнителя Аллена Тусейнта с костюмами и декорациями своего давнего соратника Санто Локуасто (англ. Santo Loquasto).

## Карьера на Бродвее

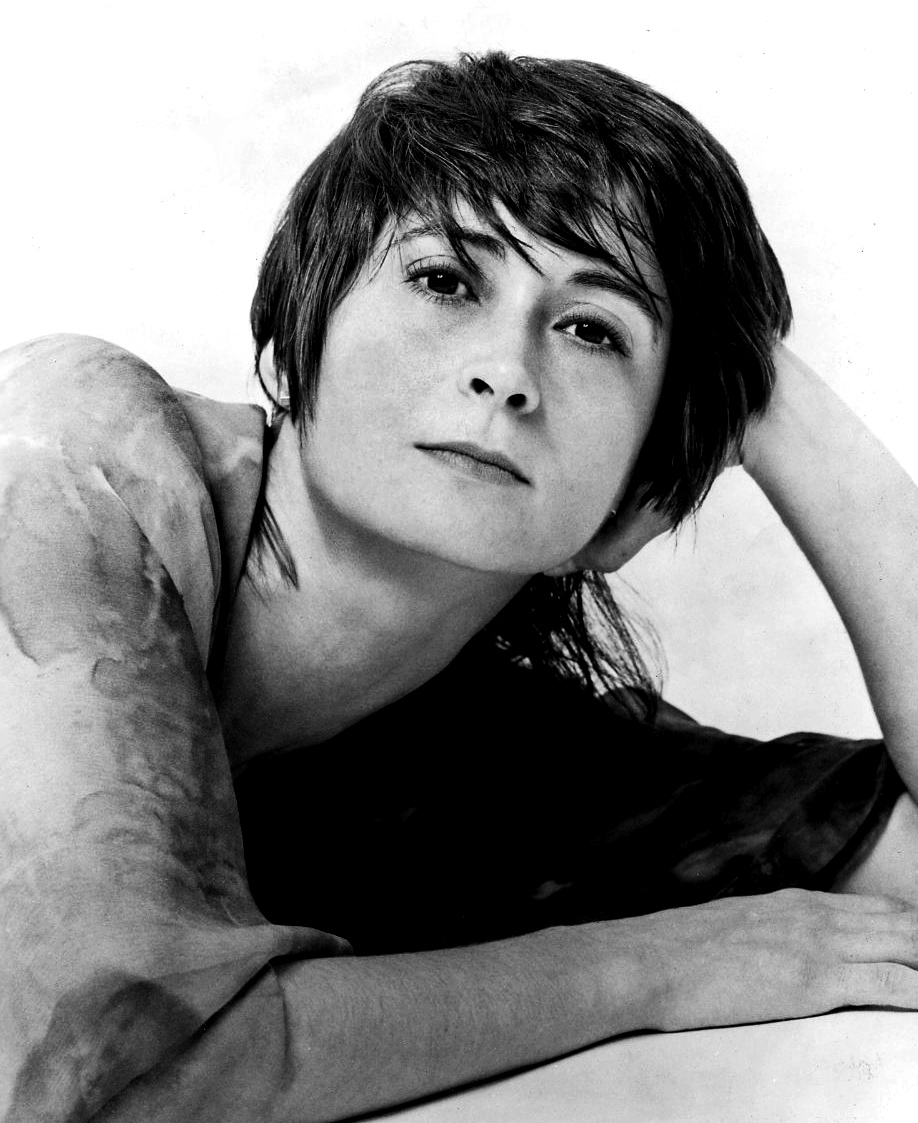
Твайла Тарп в 1981 году

В 1980 году состоялся дебют Твайлы Тарп на Бродвее — её труппа исполнила When We Were Very Young. В 1981 году публике был представлен танец The Catherine Wheel, созданный в сотрудничестве с музыкантом Дэвидом Бирном и показанный в театре «Зимний сад». Public Broadcasting Service (PBS) организовала трансляцию спектакля, а саундтрек впоследствии вышел в виде долгоиграющей пластинки.
В 1985 году мюзикл «Поющие под дождём» выдержал 367 показов на сцене театра Джорджа Гершвина.
В 2001 году в Чикаго состоялась премьера танцевального мюзикла Movin' Out на музыку и стихи Билли Джоэла. На Бродвее спектакль появился в 2002 году. Он выдержал 1331 представление, а национальные гастроли, начались в январе 2004 года. Мюзикл получил 10 номинаций на премию «Тони» и победил в двух, включая «Лучшую хореографию».
В 2005 году Тарп выпустила новое шоу, озаглавленное The Times They Are a-Changin', в котором использовалась музыка Боба Дилана. Премьера состоялась в The Old Globe Theatre в Сан-Диего. На момент закрытия в марте 2006 года мюзикл установил рекорды по сборам и количеству проданных билетов. Также впервые в истории шоу получило дополнение ещё до предпросмотра. После успеха в Сан-Диего показы мюзикла в Калифорнии и Нью-Йорке.
В 2009 году Тарп использовала песни Фрэнка Синатры, чтобы создать новую постановку — Come Fly with Me. Её премьера состоялась в театре «Эллайанс» в Атланте. На момент закрытия в 2009 году спектакль был лучшим по сборам за четыре недели В 2010 году под названием Come Fly Away шоу открылось на Бродвее в театре «Маркиз». Оно выдержало 26 предпоказов и 188 представлений. В 2011 году постановка снова изменила название, на Sinatra: Dance with Me, и была показана в The Wynn Las Vegas. В августе 2011 года спектакль Come Fly Away отправился из Атланты на национальные гастроли.

## В кино и на телевидении
Твайла Тарп работала с кинорежиссёром Милошем Форманом над фильмами «Волосы» (1978), «Рэгтайм» (1980) и «Амадей» (1984). В сотрудничестве с кинорежиссёром Тэйлором Хэкфордом был создан фильм «Белые ночи» (1985), с Джеймсом Бруксом — «Я согласен на всё» (1994).
Телевизионная карьера Тарп включает постановку Sue's Leg (1976) для первого выпуска программы Dance in America на PBS, создание фильма Making Television Dance (1977), получившего награду Международного кинофестиваля в Чикаго, режиссёрскую работу над фильмом The Catherine Wheel (1983) для BBC Television. Также Тарп выступила в качестве сорежиссёра фильма Baryshnikov by Tharp (1984).
В 2021 году на телеканале PBS в серии American Masters вышел документальный фильм режиссёров Стивена Кантора и Джонатана Филда Twyla Moves.

## Личная жизнь
У Твайлы Тарп есть сын и внук.

## Награды и отличия
Завоевала две премии «Эмми» (1985), является обладателем премии «Тони» за лучшую хореографию и премии «Драма Деск» за выдающуюся хореографию (обе — за мюзикл Movin' Out, 2002).
Получала стипендию Мак-Артура и стипендию Гуггенхайма (последнюю дважды - в 1971 и 1974).
В 1982 году Барнард-колледж удостоил её своей высшей награды — Медали за отличие. В 1990 году получила премию Сэмюэла Скриппса / ADF за достижения в области современного танца. Награждена Президентской премией Американских ветеранов Вьетнама. Отмечена Jerome Robbins Prize (2008) и в том же году Kennedy Center Honor.
Имеет 19 почётных докторских степеней.

## Публикации
Выпустила три книги:
- Push Comes to Shove (1992, автобиография)[15]
- The Creative Habit: Learn It and Use It for Life (2003, переведена на испанский, китайский, русский[16], корейский, тайский и японский языки)[17];
- The Collaborative Habit: Life Lessons for Working Together (2009, переведена на тайский, китайский и корейский)[18].